# Ilha de Moçambique
Ilha de Moçambique (Portugees voor "Mozambique-eiland") is een eiland en stad voor de kust van het Afrikaanse land Mozambique, dat vernoemd is naar het eiland. Wegens de historische betekenis van het eiland staat het sinds 1991 op de Werelderfgoedlijst van UNESCO.
Het eiland Mozambique ligt in de Mossurilbaai in de Straat Mozambique en maakt deel uit van de noordelijke provincie Nampula. Het heeft een oppervlakte van 1,5 km² en heeft zo'n 54.000 inwoners. Het eiland is sinds de jaren 1960 via een drie kilometer lange brug met het vasteland verbonden, met vlakbij een vliegveld.
De historische bouwwerken, aan de noordkant van het eiland, omvatten vestingwerken, kerken en kapellen. Het Paleis van São Paulo, de voormalige gouverneursresidentie, is nu een museum. Er is ook een tweede museum, in een voormalige kerk, waar religieuze kunst tentoongesteld wordt. Naast de kerken en kapellen zijn er ook twee moskeeën en een hindoeïstische tempel op het eiland.

## Geschiedenis

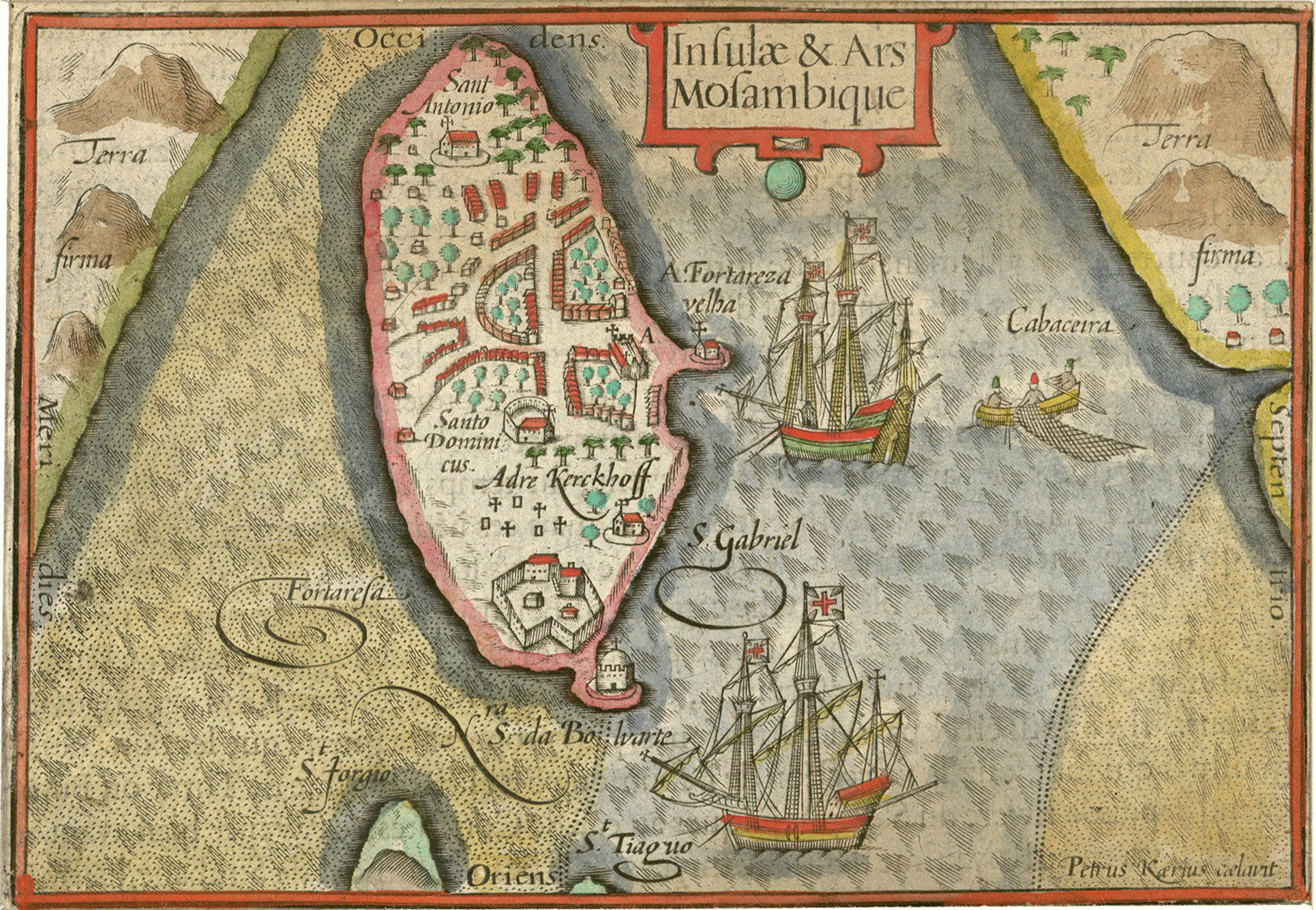
Kaart van het eiland door Pieter van den Keere, 1598

Vanaf de 10e eeuw was het eiland een belangrijke Arabische handelspost. De naam van het eiland, Mozambique, werd afgeleid van Moussa Ben Mbiki, een Arabische handelaar die op het eiland woonde.
De Portugese ontdekkingsreiziger Vasco da Gama kwam op 2 maart 1498 aan bij het eiland. In 1506 werd het eiland door Tristão da Cunha en Afonso de Albuquerque bezet, en een jaar later vestigden de Portugezen er een handelspost en vlootbasis. De Kapel van Nossa Senhora de Baluarte, in 1522 op het eiland gebouwd door de Portugezen, wordt beschouwd als het oudste Europese bouwwerk op het zuidelijk halfrond. In 1558 begonnen de Portugezen met de bouw van Fort São Sebastião, dat ongeveer 50 jaar in beslag nam.
Het eiland werd de hoofdplaats van de Portugese bezittingen in Zuidoost-Afrika. Het was een belangrijk centrum voor handel in slaven, specerijen en goud, en diende als stopplaats voor de Portugese handelsroute naar India. In opdracht van de Vereenigde Oostindische Compagnie probeerde Paulus van Caerden in 1607 and 1608 het eiland te veroveren, maar de Portugezen wisten de Nederlandse aanvallen af te slaan.
Het ziekenhuis uit 1877 was lange tijd het grootste ziekenhuis van Afrika ten zuiden van de Sahara.
Na de opening van het Suezkanaal verloor het eiland haar belang en in 1898 werd de hoofdstad van Portugees Mozambique verplaatst naar Lourenço Marques, nu de hoofdstad Maputo.
Wegens haar culturele waarde werd het eiland in 1991 toegevoegd aan de Werelderfgoedlijst van UNESCO.

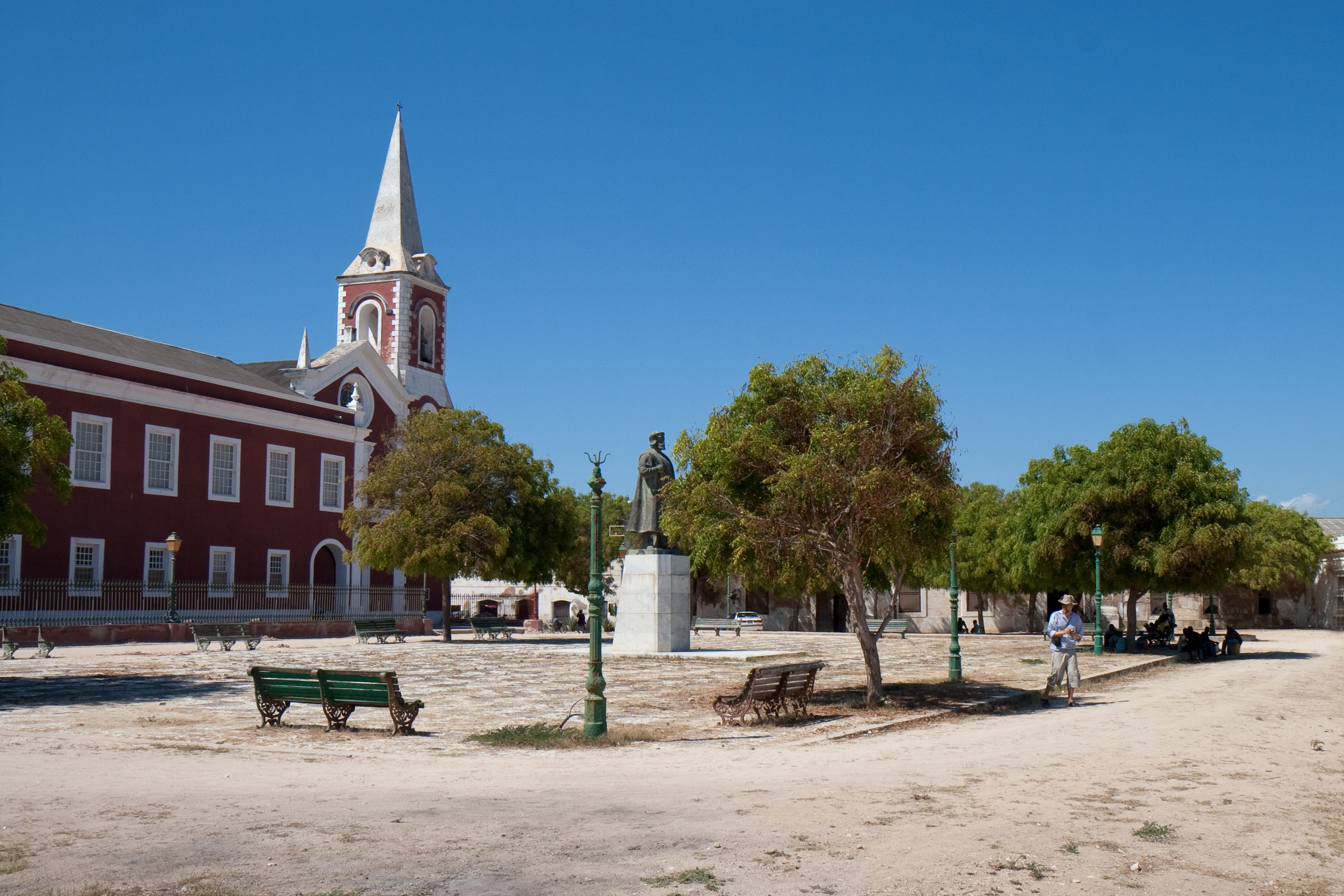
Standbeeld van Vasco da Gama voor de voormalige gouverneursresidentie
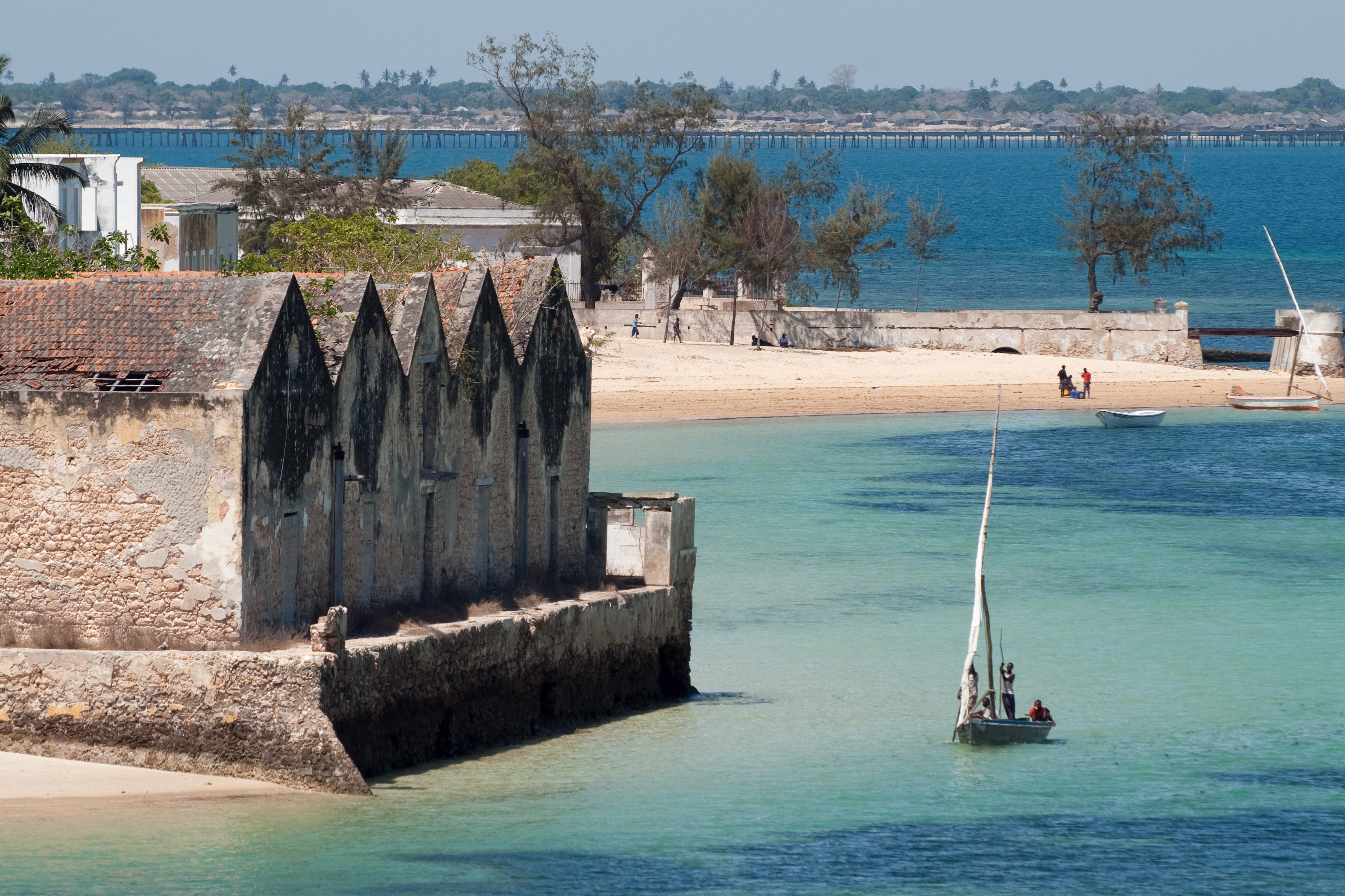
Het eiland gezien vanaf Fort São Sebastião. Op de achtergrond de brug naar het vasteland.
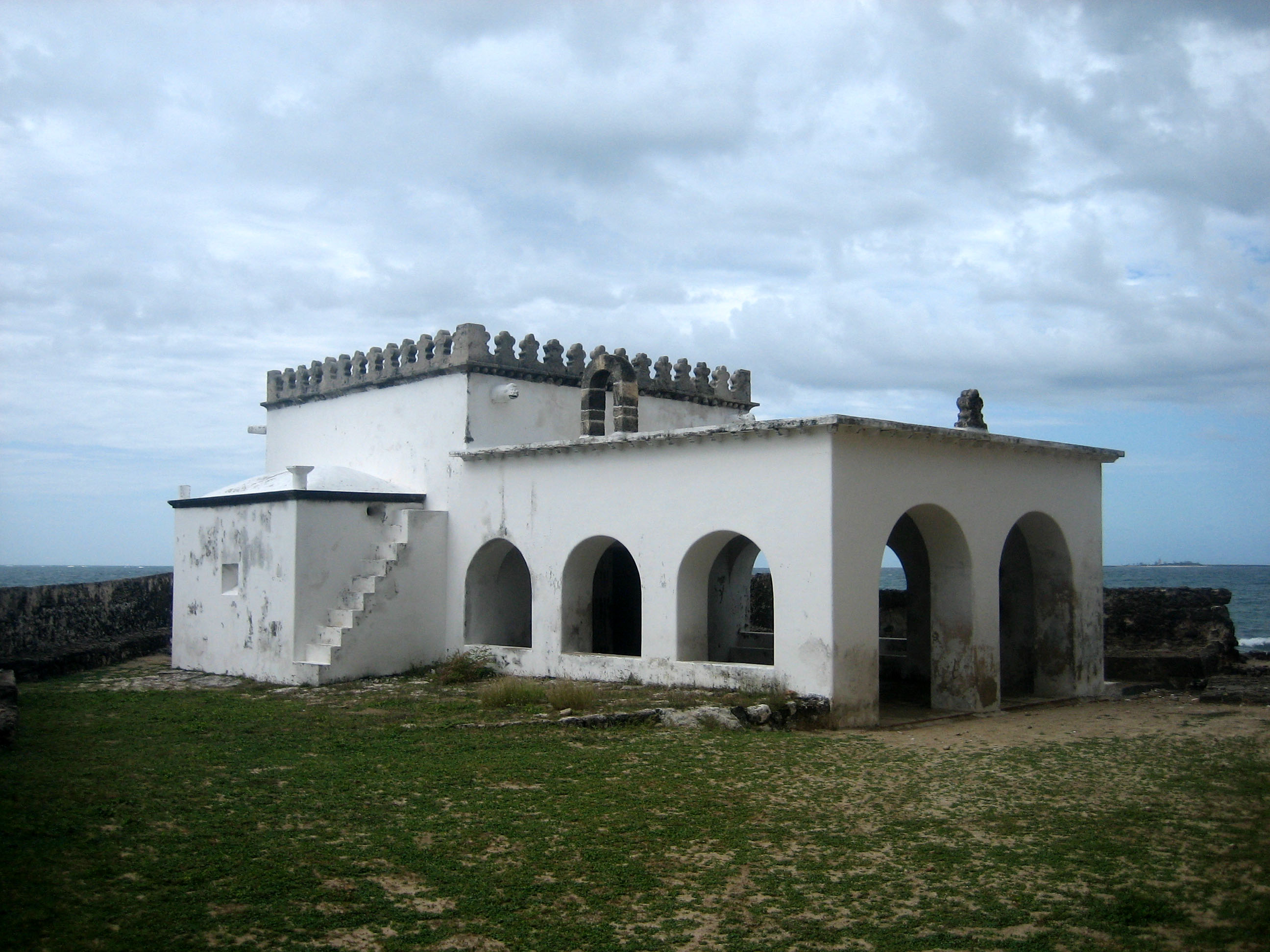
De Kapel van Nossa Senhora de Baluarte wordt beschouwd als het oudste Europese bouwwerk op het zuidelijk halfrond
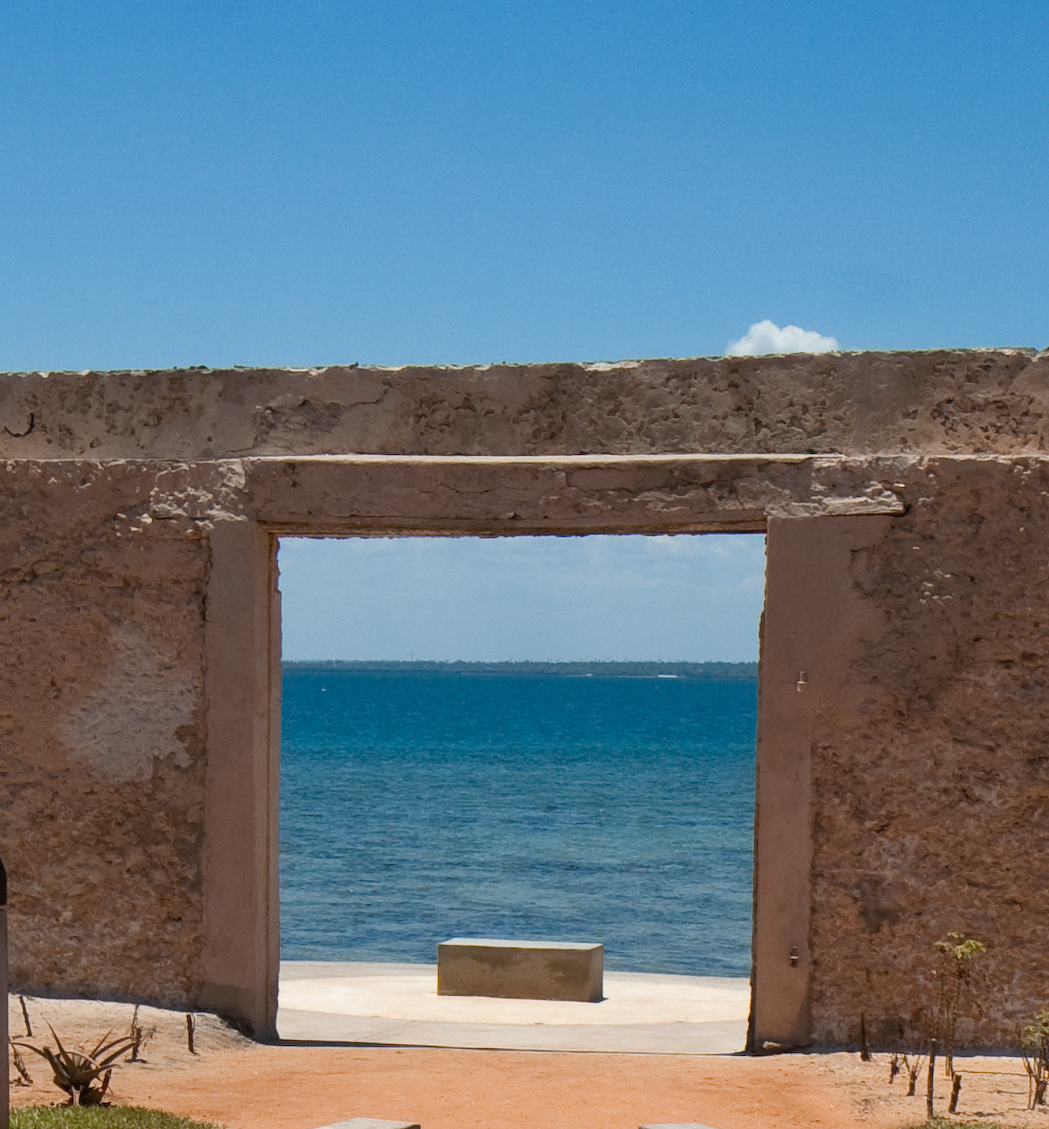
Monument ter nagedachtenis aan de slavenhandel, bij het voormalige vertrekpunt voor slaven
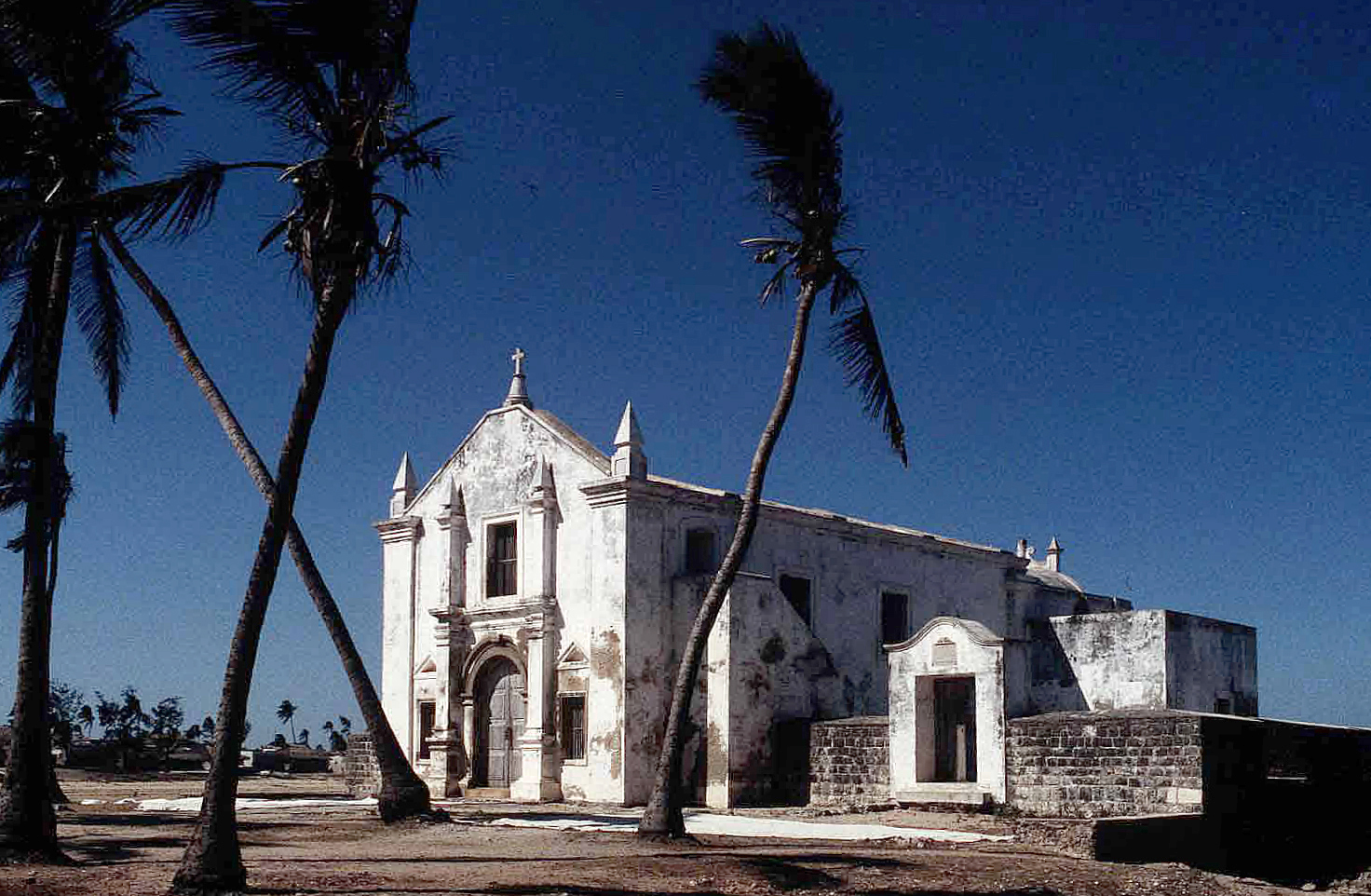
Kerk van Santo António